# Peter Rangmar
Johan Peter Mikael Rangmar, född 10 november 1956 i Annelund i Hovs församling, död 24 maj 1997 i Göteborg, var en svensk skådespelare, komiker och sångare (baryton) samt regissör och manusförfattare. Han blev känd som medlem i Galenskaparna och After Shave.

## Biografi
Peter Rangmar var medlem i barbershopkvartetten After Shave från starten 1979. Precis som de andra gruppmedlemmarna studerade han vid Chalmers i Göteborg; han läste på maskinteknikprogrammet. Han var sedan med i Galenskaparna och After Shaves samtliga produktioner från 1982 – då de två grupperna inledde sitt samarbete – fram till sin bortgång 1997. Han var Galenskaparnas och After Shaves yngste medlem.
Rangmar fick ofta spela nervösa, försagda rollfigurer, ganska propra tjänstemän, och ibland lite koleriska och lätt galna/speedade figurer; bland hans populäraste roller kan nämnas mannen med den vita Opeln i TV-serien Macken, bossanovakungen Astor Qvarts i Grisen i säcken, direktör Karl Kloss i Lyckad nedfrysning av herr Moro, den lidande konstnären Sven Sidney och tågresenären Harry i Stinsen brinner och mediamogulen Sune Finåker i Monopol. Bland hans andra roller i olika sketcher kan nämnas rockstjärnan Bingo Bratt i Skruven är lös, författaren Jim-Ture i programmet Påflugen på och affärsmannen IQ i Dallas-parodin Dalsland (båda ur En himla många program), sonen Birger i Värmlänningarna kommer tillbaka (Grisen i säcken) och guiden i The Castle Tour.
Peter Rangmar gjorde den svenska rösten och sången till den populära figuren Timon i Disneys tecknade Lejonkungen (1994) innan han medverkade i de svenska filmerna En på miljonen (1995) och Lilla Jönssonligan och cornflakeskuppen (1996).
Genom åren i Galenskaparna och After Shave blev Rangmar alltmer framträdande i gruppens produktioner. Han skulle ha varit programledare för Melodifestivalen i Sveriges Television 1997 men Janne Jingryd hoppade in som ersättare under de sista dagarnas genrep, då det var ovisst om Rangmar skulle orka medverka på grund av sjukdom. Man kommunicerade att han drabbats av ett virus men humorgruppen visste sedan en kort tid att sjukdomen var malignt melanom, som Rangmar behandlats för sedan 1994. Han avled den 24 maj 1997 på sjukhus i Göteborg strax innan Galenskaparna och After Shaves produktion Alla ska bada skulle ha premiär; Thomas Hedengran hoppade in som ersättare.
Peter Rangmar är begravd på Nya Varvets kyrkogård i Göteborg.

## Skådespelarkarriär

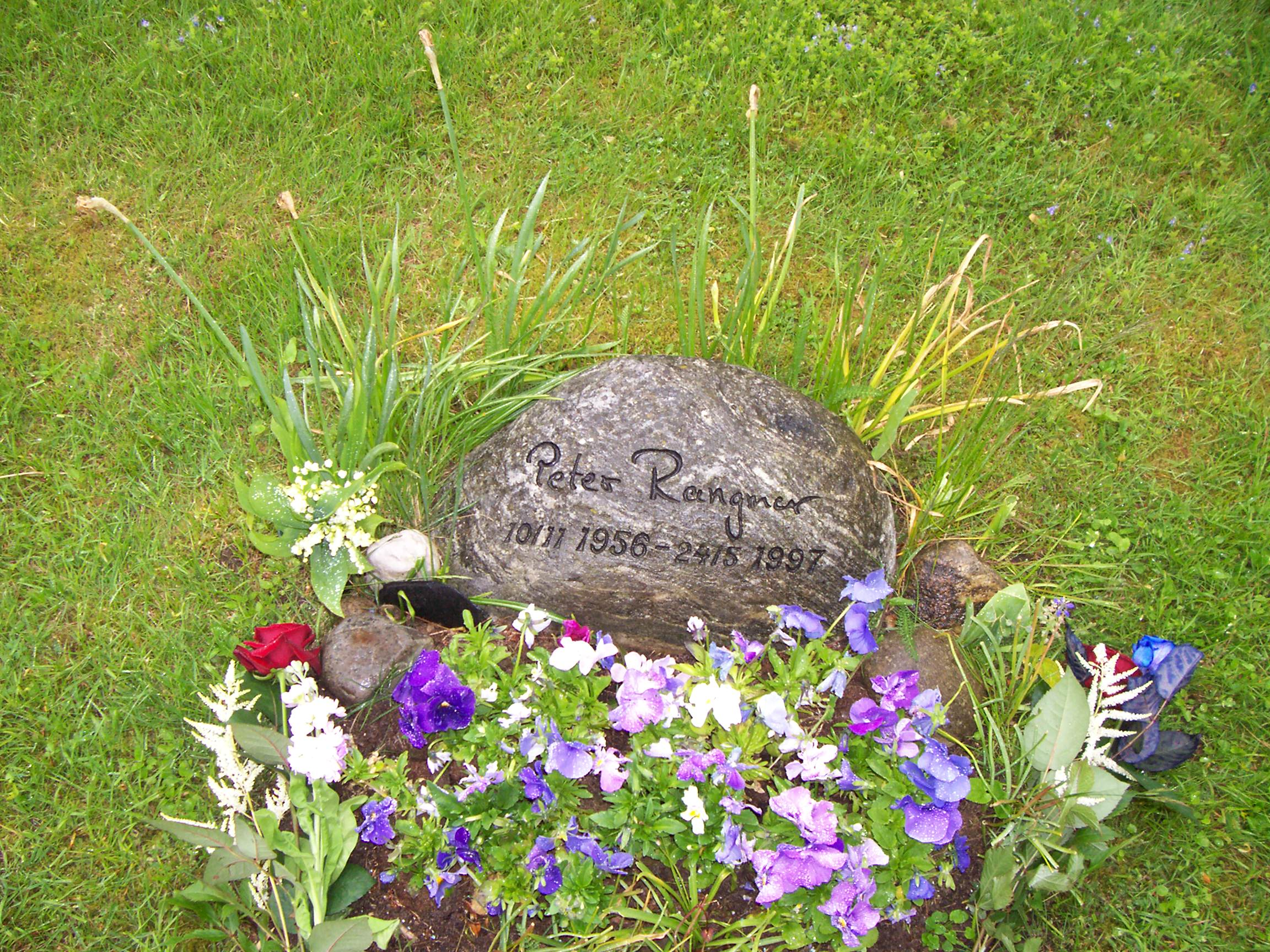
Peter Rangmars gravsten på Nya Varvets kyrkogård i Göteborg.

### Revyer, musikaler
- 1982 Skruven är lös
- 1983 Träsmak
- 1985 Cyklar
- 1987 Stinsen brinner
- 1991 Grisen i säcken
- 1992 Skruven är lös (tioårsjubileum)
- 1994 Lyckad nedfrysning av herr Moro
- 1996 Kanske Rödluvan

Rangmar hann vara med på ett antal repetitioner av revyn Alla ska bada från 1997, men gick bort innan premiären.

### Krogshower och show
- 1987 Kabaré Kumlin
- 1996 Kajskjul 8 – där bland annat den lilla musikalen Åke från Åstol fanns med, där han var berättaren. (Detta var Rangmars allra sista produktion.)

### Turnéer
- 1987 Norrlandsturné
- 1987 Slottsturné
- 1993 Nått nytt?
- 1994 Resan som blev av

### Radioprogram
- 1983 Filialradion
- 1983 Radio Trestads nyårsrevy
- 1984 En himla många program

### TV-program
- 1984 Skivspaghettin
- 1989 Sven Uslings Trio – i SVT
- 1994 Sven Uslings Trio – i fjällen

### Tv-serier
- 1983 Jonssons onsdag
- 1986 Macken
- 1989 En himla många program
- 1993 Tornado

### Filmografi
- 1986 The Castle Tour
- 1987 Leif
- 1989 Hajen som visste för mycket
- 1990 Macken – Roy's & Roger's Bilservice
- 1991 Stinsen brinner... filmen alltså
- 1994 Lejonkungen (svensk röst- och sångdubbning åt figuren Timon)
- 1995 En på miljonen (Psykolog på arbetsförmedlingen)
- 1996 Lilla Jönssonligan och cornflakeskuppen (Sickans pappa)
- 1996 Monopol

## Regi och författarskap
- 1989 En himla många program – skrev manuskript med bland andra Anders & Claes Eriksson
- 1996 Kajskjul 8 – skrev berättarmanuskript till minimusikalen, till filmen Åke från Åstol från 1998 skrevs manus av Knut Agnred, Anders och Claes Eriksson
- 1996 Kanske Rödluvan – skrev manuskript och regisserade